# クララ・ヒトラー
クララ・ヒトラー（Klara Hitler，1860年8月12日 - 1907年12月21日）は、アドルフ・ヒトラーの母親。アロイス・ヒトラーの3番目の妻。

## 経歴
クララ・ペルツル(Klara Pölzl)は、1860年にオーストリアのヴァイトラ（de:Weitra）で、父ヨハン・ペルツル（Johann Baptist Pölzl）と母ヨハンナ（en:Johanna Hiedler）の間に生まれた。ヨハンナはヨハン・ネポムク・ヒードラー（en:Johann Nepomuk Hiedler）の娘であり、アロイス・ヒトラーにとっては戸籍上の姪にあたる。
1876年、クララはアロイス宅の住み込み家政婦として働き始めた。1880年にアロイスがフランツィスカ・マツェルスベルガー（Franziska Matzelsberger）と事実上の結婚生活を始めると一時解雇されたが、1883年にフランツィスカが肺病にかかると呼び戻された。この頃からクララはアロイスと関係を持つようになった。1884年にフランツィスカが死亡すると、すでに妊娠していたクララはアロイスと正式に結婚した。
しかしこの後クララが産んだ3人の子供はいずれも早世した。1889年にアドルフが生まれたが、クララは病弱な子であると考えており、いつこの子が死ぬかという不安を抱えていたという。この後クララは2人の子を産むが、成人したのはアドルフとパウラの2人だけだった。クララは先妻の子であるアロイス(de:Alois Hitler junior)、アンゲラ(de:Angela Hitler)にも深い愛情を注いだが、アロイスは継母に無視されていると感じるようになり、さらに父親の暴力に耐えかねた末、14歳で家出している。
夫アロイスが1903年に死亡すると、彼女は子供達の面倒を見ながら過ごしたが、1907年に乳癌で亡くなった。「物事を極めて慎重に処理できる主婦」（Eine sehr umsichtig disponierende Hausfrau）であったと推測される。
青年だったヒトラーはこれを大変悲しみ、クララを手当てした医師はユダヤ人のエドゥアルド・ブロッホであったが、ヒトラーは恩義を感じており、オーストリア併合後もリンツに居住していたブロッホをユダヤ人ながら特別に保護し、アメリカへの亡命をも許可した。また、癌の治療で苦しんだクララの姿を見ていたため、自らも癌で死ぬという強迫観念を持つようになったと言う。

## 関連作品
- 『ヒトラーをめぐる女たち』　エーリヒ・シャーケ（著）　　TBSブリタニカ